# Wereldkampioenschappen kunstschaatsen 1937
De Wereldkampioenschappen kunstschaatsen 1937 werden gevormd door drie toernooien die door de Internationale Schaatsunie werden georganiseerd.
Voor de mannen was het de 35e editie. Dit kampioenschap vond plaats op 12 en 13 februari in Wenen, Oostenrijk. Wenen was voor de achtste keer gaststad voor een WK-toernooi, voor de vijfde keer voor de mannen. Oostenrijk was voor de negende keer het gastland, in 1908 was Troppau gaststad voor het mannen en vrouwentoernooi.
Voor de vrouwen was het de 25e editie, voor de paren de 23e. Deze kampioenschappen vonden plaats op 1 en 2 maart in Londen, Verenigd Koninkrijk. Het was de vijfde keer dat er een WK-toernooi in Londen plaatsvond, in 1898, 1902 en 1929 vonden de mannentoernooien hier plaats, in 1928 ook de toernooien voor vrouwen en paren. Het was de zevende keer dat het gastland een WK-toernooi organiseerde, in 1912 en 1924 was Manchester beide keren gaststad voor de toernooien voor mannen en paren.

## Deelname
Er namen deelnemers uit dertien landen deel aan deze kampioenschappen. Zij vulden 31 startplaatsen in. Voor het eerst namen er deelnemers uit Italië deel aan het WK. Anna en Ercole Cattaneo kwamen uit bij de paren. Italië was het achttiende land waarvan ten minste één deelnemer aan een van de WK-kampioenschappen deelnam. Uit België nam Freddy Mésot voor de tweede keer deel in het mannentoernooi.
(Tussen haakjes het totaal aantal startplaatsen in de drie toernooien.)
| Oostenrijk (7) Verenigd Koninkrijk (7) nazi-Duitsland (4) Hongarije (2) Tsjecho-Slowakije (2) | Zwitserland (2) België (1) Finland (1) Frankrijk (1) Italië (1) | Polen (1) Verenigde Staten (1) Zweden (1) |

## Medailleverdeling
Bij de mannen werd Felix Kaspar de tiende wereldkampioen en de vijfde Oostenrijker. Het was de 18e wereldtitel voor Oostenrijk bij de mannen. Gustav Hügel (3), Fritz Kachler (3), Willy Böckl (4) en Karl Schäfer (7) waren Kaspars voorgangers. Voor Kaspar was het zijn tweede medaille, in 1936 won hij de bronzen medaille. Graham Sharp veroverde net als in 1936 de zilveren medaille, ook voor hem was het zijn tweede. Met de bronzen medaille behaalde Elemér Terták zijn eerste medaille.
Bij de vrouwen werd Cecilia Colledge in haar vaderland de zesde wereldkampioene en de tweede Britse. In 1906 en 1907 veroverde Madge Syers-Cave de wereldtitel. Megan Taylor won met de zilveren medaille haar derde medaille, ook in 1934 en 1936 won ze de zilveren medaille. Vivi-Anne Hultén behaalde net als in 1935 en 1936 de bronzen medaille, eerder won ze in 1933 de zilveren medaille.
Bij de paren was het erepodium voor het eerst een kopie van het vorige jaar. Bij de vrouwen was het podium in 1907 een kopie van 1906. Herber / Baier prolongeerde de wereldtitel. Voor hen was het de derde medaille als paar, in 1934 behaalden ze de bronzen medaille. Voor Baier was het zijn zevende medaille, hij won ook nog vier medailles in het mannentoernooi. Broer en zus Pausin behaalden voor het derde opeenvolgende jaar de zilveren medaille, het was ook hun derde medaille. Het echtpaar Cliff behaalden met de bronzen medaille hun tweede medaille.
| Discipline | Goud                      | Zilver                     | Brons                       |
| ---------- | ------------------------- | -------------------------- | --------------------------- |
| Mannen     | Felix Kaspar              | Graham Sharp               | Elemér Terták               |
| Vrouwen    | Cecilia Colledge          | Megan Taylor               | Vivi-Anne Hultén            |
| Paren      | Maxi Herber / Ernst Baier | Ilse Pausin / Erich Pausin | Violet Cliff / Leslie Cliff |

## Uitslagen
| #      | naam (deelname)      | land                                      | pc |
| ------ | -------------------- | ----------------------------------------- | -- |
| Goud   | Felix Kaspar (2)     | Vlag van Oostenrijk                       | 5  |
| Zilver | Graham Sharp (4)     | Vlag van Verenigd Koninkrijk              | 10 |
| Brons  | Elemér Terták (3)    | Vlag van Hongarije (1915-1918, 1919-1946) | 17 |
| 4      | Herbert Alward (2)   | Vlag van Oostenrijk                       | 19 |
| 5      | Freddie Tomlins      | Vlag van Verenigd Koninkrijk              | 25 |
| 6      | Leopold Linthart (2) | Vlag van Oostenrijk                       | 30 |
| 7      | Markus Nikkanen (7)  | Vlag van Finland (1918-1978)              | 35 |
| 8      | Freddy Mésot (2)     | Vlag van België                           | 42 |
| 9      | Emil Ratzenhofer     | Vlag van Oostenrijk                       | 45 |
| 10     | Lucian Büeler (2)    | Vlag van Zwitserland                      | 52 |
| 11     | Jaroslav Saclilek    | Vlag van Tsjecho-Slowakije                | 50 |

| #      | naam (deelname)          | land                                  | pc   |
| ------ | ------------------------ | ------------------------------------- | ---- |
| Goud   | Cecilia Colledge (4)     | Vlag van Verenigd Koninkrijk          | 7    |
| Zilver | Megan Taylor (5)         | Vlag van Verenigd Koninkrijk          | 14   |
| Brons  | Vivi-Anne Hultén (7)     | Vlag van Zweden                       | 25.5 |
| 4      | Hedy Stenuf (2)          | Vlag van Frankrijk                    | 31.5 |
| 5      | Emmy Putzinger (2)       | Vlag van Oostenrijk                   | 32   |
| 6      | Hanne Niernberger        | Vlag van Oostenrijk                   | 42   |
| 7      | Belita Jepson-Turner     | Vlag van Verenigd Koninkrijk          | 49   |
| 8      | Gladys Jagger (2)        | Vlag van Verenigd Koninkrijk          | 58   |
| 9      | Martha Mayerhans         | Vlag van nazi-Duitsland               | 70   |
| 10     | Angela Anderes           | Vlag van Zwitserland                  | 72   |
| 11     | Victoria Lindpaitner (2) | Vlag van nazi-Duitsland               | 67   |
| 12     | Audrey Peppe (2)         | Vlag van Verenigde Staten (1912-1959) | 78   |

| Acht paren uit zeven landen namen dit jaar deel aan het WK waaronder vier debuterende. \| # \| naam (deelname) \| land \| pc \| \| ------ \| ------------------------------------------------ \| ----------------------------------------- \| ---- \| \| Goud \| Maxi Herber (3) Ernst Baier (6) \| Vlag van nazi-Duitsland \| 8.5 \| \| Zilver \| Ilse Pausin (3) Erich Pausin (3) \| Vlag van Oostenrijk \| 14.5 \| \| Brons \| Violet Cliff (2) Leslie Cliff (2) \| Vlag van Verenigd Koninkrijk \| 24.5 \| \| 4 \| Piroska Szekrényessy (2) Attila Szekrényessy (2) \| Vlag van Hongarije (1915-1918, 1919-1946) \| 30.5 \| \| 5 \| Inge Koch Günther Noack \| Vlag van nazi-Duitsland \| 31.5 \| \| 6 \| Anna Cattaneo Ercole Cattaneo \| Vlag van Italië (1861-1946) \| 42.5 \| \| 7 \| Stephanie Kalusz Erwin Kalusz \| Vlag van Polen (1928-1980) \| 46.5 \| \| 8 \| Feda Kalencikova Karel Glogar \| Vlag van Tsjecho-Slowakije \| 53.5 \| |                                                  |                                           |      |
| # | naam (deelname)                                  | land                                      | pc   |
| Goud | Maxi Herber (3) Ernst Baier (6)                  | Vlag van nazi-Duitsland                   | 8.5  |
| Zilver | Ilse Pausin (3) Erich Pausin (3)                 | Vlag van Oostenrijk                       | 14.5 |
| Brons | Violet Cliff (2) Leslie Cliff (2)                | Vlag van Verenigd Koninkrijk              | 24.5 |
| 4 | Piroska Szekrényessy (2) Attila Szekrényessy (2) | Vlag van Hongarije (1915-1918, 1919-1946) | 30.5 |
| 5 | Inge Koch Günther Noack                          | Vlag van nazi-Duitsland                   | 31.5 |
| 6 | Anna Cattaneo Ercole Cattaneo                    | Vlag van Italië (1861-1946)               | 42.5 |
| 7 | Stephanie Kalusz Erwin Kalusz                    | Vlag van Polen (1928-1980)                | 46.5 |
| 8 | Feda Kalencikova Karel Glogar                    | Vlag van Tsjecho-Slowakije                | 53.5 |

Medaillewinnaars

Mannen · 
Vrouwen ·
Paren · 
IJsdansen

 Toernooi

1896 · 
1897 · 
1898 · 
1899 · 
1900 · 
1901 · 
1902 · 
1903 · 
1904 · 
1905 · 
1906 · 
1907 · 
1908 · 
1909 · 
1910 · 
1911 · 
1912 · 
1913 · 
1914 · 
1915-1921 · 
1922 · 
1923 · 
1924 · 
1925 · 
1926 · 
1927 · 
1928 · 
1929 · 
1930 · 
1931 · 
1932 · 
1933 · 
1934 · 
1935 · 
1936 · 
1937 · 
1938 · 
1939 ·
1940-1946 · 
1947 · 
1948 · 
1949 · 
1950 · 
1951 · 
1952 · 
1953 · 
1954 · 
1955 · 
1956 · 
1957 · 
1958 · 
1959 · 
1960 · 
1961 · 
1962 · 
1963 · 
1964 · 
1965 · 
1966 · 
1967 · 
1968 · 
1969 · 
1970 · 
1971 · 
1972 · 
1973 · 
1974 · 
1975 · 
1976 · 
1977 · 
1978 · 
1979 · 
1980 · 
1981 · 
1982 · 
1983 · 
1984 · 
1985 · 
1986 · 
1987 · 
1988 · 
1989 · 
1990 · 
1991 · 
1992 · 
1993 · 
1994 · 
1995 ·
1996 · 
1997 · 
1998 · 
1999 · 
2000 · 
2001 · 
2002 · 
2003 · 
2004 · 
2005 · 
2006 ·
2007 ·
2008 ·
2009 ·
2010 ·
2011 ·
2012 ·
2013 ·
2014 ·
2015 ·
2016 ·
2017 ·
2018 ·
2019 · 
2020 · 
2021 ·
2022 ·
2023 ·
2024

 ISU-kampioenschappen

WK kunstschaatsen junioren ·
EK kunstschaatsen ·
Viercontinentenkampioenschap ·
Olympische Spelen